# Danas Pozniakas
Danas Pozniakas (* 19. Oktober 1939 bei Białystok, Polen; † 4. Februar 2005 in Vilnius, Litauen) war ein sowjetischer Boxer litauischer Nationalität. Er war Olympiasieger 1968 und dreifacher Europameister der Amateure im Halbschwergewicht.

## Werdegang
Pozniakas wuchs in Vilnius auf und begann dort 1953 als Jugendlicher mit dem Boxen. Seine ersten Trainer waren Z. Katiljus und A. Levitska. Nachdem er auf regionaler Ebene schon einige Erfolge erzielt hatte, startete er 1960 in Alma-Ata bei einem Qualifikationsturnier für die sowjetischen Meisterschaften, das er in seiner Gewichtsklasse, dem Mittelgewicht, gewann. Er konnte deswegen bei der sowjetischen Meisterschaft 1960 in Leningrad starten. Pozniakas überraschte dort die Fachwelt durch Siege über die erfahrenen Boxer R. Akopow und Anatoli Koromyslow, mit welchen er das Finale im Mittelgewicht erreichte. In diesem unterlag er allerdings Ewgeni Feofanow knapp nach Punkten.
Pozniakas, der zwischenzeitlich in die Sowjetarmee eingetreten war, startete auch bei der sowjetischen Meisterschaft 1961. Er war in das Halbschwergewicht aufgerückt und musste in dieser Gewichtsklasse im Halbfinale eine überraschende Niederlage durch Alexander Pischkow hinnehmen. Die verantwortlichen sowjetischen Trainer Ogurenkow und Tscherbakow entsandten ihn trotz dieser Niederlage zur Europameisterschaft dieses Jahres in Belgrad. Dort kam er aber nur zu einem Sieg im Achtelfinale über den Österreicher Kurt Schindler. Im Viertelfinale unterlag er dem routinierten Rumänen Gheorghe Negrea nach Punkten und schied aus.
1962 wurde Pozniakas erstmals sowjetischer Meister im Halbschwergewicht. Im Finale bezwang er Grigori Iwanow nach Punkten. Internationale Meisterschaften fanden 1962 nicht statt.
1963 konnte Pozniakas bei der sowjetischen Meisterschaft verletzungsbedingt nicht starten. Er gewann aber kurz nach seiner Wiederherstellung bei der 3. Meisterschaft der Armeen der Staaten des Warschauer Paktes in Kromirz/CSSR den Titel im Halbschwergewicht durch einen Punktsieg über den Rumänen Ioanovici Ivan und wurde daraufhin auch bei der Europameisterschaft in Moskau im Halbschwergewicht eingesetzt. In Moskau siegte er über Jan Lubbers aus den Niederlanden nach Punkten und besiegte im Viertelfinale Stefan Cojan aus Rumänien. Im Halbfinale landete er einen sicheren Punktsieg über den starken Franzosen Bernard Thebault und stand damit im Finale gegen den dreifachen polnischen Europameister Zbigniew Pietrzykowski. In diesem Kampf hatte er aber Pech, denn er musste wegen einer schwerwiegenden Verletzung aus dem Kampf genommen werden. Wegen dieser Verletzung konnte er 1963 auch nicht bei der sowjetischen Meisterschaft starten.
Im Jahre 1964 wurde Pozniakas, von seiner Verletzung gerade genesen, bei der sowjetischen Meisterschaft im Halbfinale von Alexei Kisseljow nach Punkten geschlagen und verpasste damit den Start bei den Olympischen Spielen dieses Jahres in Tokio.
Pozniakas resignierte aber nicht und holte sich 1965 bei der sowjetischen Meisterschaft den Titel im Halbschwergewicht von Alexei Kisseljow zurück, den er im Finale auspunktete. Bei der Europameisterschaft in Ost-Berlin gelang ihm dann der erste große Triumph bei einer internationalen Meisterschaft. Mit vier Siegen wurde er in überzeugender Manier Europameister. Auf dem Weg zum Titel schlug er Sören Nielsen aus Dänemark durch techn. KO in der 1. Runde, Istvan Erdös aus Ungarn durch techn. KO in der 3. Runde und im Halbfinale Bela Horvath aus der Schweiz durch KO in der 1. Runde. Im Finale stand er dem deutschen Supertechniker Peter Gerber gegenüber, den er hauptsächlich durch seine überlegene Physis nach Punkten bezwang.
Im Jahr 1966, einem Jahr ohne internationale Meisterschaften, trat Pozniakas nicht in Erscheinung. Er startete auch nicht bei der sowjetischen Meisterschaft. 1967 stand er aber wieder im Ring. Zunächst wurde er in Rom erneut Europameister im Halbschwergewicht. Er siegte dabei über Hans-Joachim Brauske aus Halle durch Abbruch in der 3. Runde, schlug dann den späteren Europameister der Profis Rudi Lubbers aus den Niederlanden nach Punkten und wurde im Halbfinale KO-Sieger über Ion Monea aus Rumänien. Im Finale bezwang er dann erneut Peter Gerber aus Bremen nach Punkten.
Im Olympiajahr 1968 galt seine ganze Konzentration diesen Spielen. Er wollte endlich Olympiasieger werden. Den ersten Schritt dazu tat er bei der sowjetischen Meisterschaft dieses Jahres, als er im Finale Alexei Kisseljow nach Punkten bezwang. In Mexiko-Stadt trat er dann bestens vorbereitet an und bezwang im Achtelfinale des olympischen Boxturnieres Gregorio Aldana aus Kuba durch KO in der 2. Runde, im Viertelfinale Jürgen Schlegel aus der DDR nach Punkten und im Halbfinale wurde er sicherer Punktsieger über Georgi Stankow aus Bulgarien. Im Finale siegte kampflos er über Ion Monea, der sich im Halbfinale gegen den Polen Stanisław Dragan die Nase gebrochen hatte, und gewann damit die Goldmedaille.
Eigentlich wollte Pozniakas danach zurücktreten, ging aber bei der Europameisterschaft 1969 in Bukarest noch einmal für die Sowjetunion an den Start, weil dort kein konkurrenzfähiger Halbschwergewichtler vorhanden war. Er überzeugte auch in Bukarest und wurde mit Siegen über Jan-Olof Oster aus Schweden, Ralf Jensen aus Dänemark und Ion Monea zum dritten Mal Europameister.
Nach diesem erneuten Titelgewinn trat Pozniakas endgültig zurück. Er wurde für seine Verdienste in der Sowjetunion hoch geehrt und erhielt, wie damals üblich, den Titel Verdienter Meister des Sports der UdSSR und den Rot-Banner-Orden. Er lebte weiterhin in Vilnius. Nachdem Litauen 1991 wieder selbständig geworden war, wurde er in diesem Land als erster litauischer Olympiasieger gefeiert. 2004 erhielt er vom litauischen Olympischen Komitee einen Fair-Play-Preis überreicht.
Im Jahre 2005 verunglückte Pozniakas bei einem Autounfall tödlich. Ihm zu Ehren wird von der Europäischen Amateur-Box-Union jährlich ein Nachwuchsturnier veranstaltet, das seinen Namen trägt.

## Länderkämpfe Dan Pozniaks
- 1962 in London, England gegen UdSSR, Punktsieger über Ian Lawther,
- 1962 in Wolverhampton, England gegen UdSSR, Abbruchsieger 1. Runde über T. Walsh,
- 1962 in Köln, BRD gegen UdSSR, Punktsieger (2:1) über Jürgen Wegener,
- 1962 in Bonn, BRD gegen UdSSR, Punktsieger über I. Braun,
- 1964 in Moskau, UdSSR gegen Polen, KO-Sieger 2. Runde über Eugeniusz Lasek

## Sowjetische Meisterschaften mit Danas Pozniakas
(1960 im Mittelgewicht, ansonsten im Halbschwergewicht)
- 1960: 1. Ewgeni Feofanow, 2. Danas Pozniakas, 3. Anatoli Koromyslow u. Waleri Popentschenko,
- 1961: 1. Alexander Pischkow, 2. V. Ilchenko, 3. Danas Pozniakas u. V. Kozlowski,
- 1962: 1. Danas Pozniakas, 2. Grigori Iwanow, 3. Boris Karewski u. V. Krasilnikow,
- 1964: 1. Alexei Kisseljow, 2. Juri Konoplew, 3. Danas Pozniakas und E. Zimin,
- 1965: 1. Danas Pozniakas, 2. Alexei Kisseljow, 3. V. Minakow u. A. Butko,
- 1967: 1. Danas Pozniakas, 2. Alexei Kisseljow, 3. V. Minakow u. A. Tkachenko,
- 1968: 1. Danas Pozniakas, 2. Alexei Kisseljow, 3. Vytautas Bingalis u. V. Minakow